# ستيفن سليمان شوارتز
ستيفن سليمان شوارتز (بالإنجليزية: Stephen Suleyman Schwartz)‏ (ولد في 9 سبتمبر عام 1948) هو صحفي متصوف أمريكي، كاتب عمود، ومؤلف. نشر في العديد من وسائل الإعلام من ضمنها صحيفة الوول ستريت. وهو مؤسس ومدير مركز التعددية الإسلامية في واشنطن. في عام 2011-2012 كان عضوًا في اللجنة الإفتتاحية لمجلة فولكس.
أصبح مناصرًا للمذهب الحنفي الإسلامي منذ 1997. جذبت إنتقاداته للمدرسة الوهابية التابعة للمذهب السني العديد من الجدال.
كما أدان جمهورية إيران الإسلامية قائلًا إن الأوساط الأكاديمية الأمريكية مهددة بتسلل عملاء الدولة الإسلامية المتطرفة في إيران.

## النشأة
ولد شوارتز في كولمبوس، اوهايو لهورس شوارتز، بائع الكتب اليهودي المستقل. كانت امه، الابنة لواعظ بروتستانتي، عاملة في الخدمة الإجتماعية. وصف شوارتز كلا آباءه لاحقًا على انهما «يساريان راديكاليان ومعاديان للدين»، معتبرًا أباه «رفيق الدرب»، وكانت امه عضوة في الحزب الشيوعي. عُمِد شوارتز في كنيسة بريسبيتيريان عندما كان رضيع.
انتقلت العائلة إلى سان فرانسسكو عندما كان صغيرًا في العمر، حيث أصبح والده وكيل أدبي. في مدرسة لويل الثانوية قام شوارتز باولى محاولاته الجادة في الكتابة، مركزًا في بادئ الأمر على الشعر. أنضم شوارتز إلى الشيوعية الليننية حتى عام 1984.

## عمله ومسيرته الأدبية
بعد الكلية، إنضم شوارتز إلى اتحاد بحارة المحيط الهادئ، فضلًا عن كونه موظفًا عن السكان المحليين المنتسبين إلى الاتحاد الأمريكي للعمل وكونغرس المنظمات الصناعية. ومن بين أمور أخرى، أسس مجموعة صغيرة شبه تروتسكية Focus. في عام 1985، كلف اتحاد بحارة المحيط الهادئ شوارتز بكتابة أخوة البحر: تاريخ اتحاد بحارة المحيط الهادئ كجزء من إحتفالات التأسيس المئوية.
في تسعينات القرن الماضي، أمضى شوارتز عقدًا ضمن طاقم كُتّاب صحيفة سان فراسسكو كرونكل. كان عضوًا في الطاقم المحلي للكرونكل، الفرع من نقابة الصحفيين.
في نهاية 1997، اعتتق شوارتز الإسلام. في عام 1999، ترك الكرونكل، وإنتقل إلى سراييفو، البوسنة والهرسك، حيث قضى 18 شهر فيها.
دعم شوراتز الحرب على العراق.
في 25 مارس 2005، أطلق شوارتز مركز التعددية الإسلامية. المركز هو منظمة غير ربحية في واشنطن، وشوارتز هو المدير التنفيدي.

## الأعمال المنشورة

### الكتب
- دليل المسرنم إلى سان فرانسسكو: قصائد من اللوسترا الثلاث.
- أخوة البحر: تاريخ اتحاد بحارة المحيط الهادئ.
- الماركسية الاسبانية ضد الشيوعية السوفيتية: تاريخ حزب التوحيد الماركسي للعمال.
- هدوء غريب: بزوغ الديموقراطية في نيكاراغوا.
- من الغرب إلى الشرق: كاليفورنيا وصناعة العقل الأمريكي.
- كوسوفو: خلفية الحرب.
- مفكرون وسفاحين: الكتابات في نهاية الشيوعية السوفيتية.
- وجها الإسلام: آل سعود من التراث إلى الإرهاب.
- دليل الناشط لمنظمات المجتمع العربية والمسلمة في أمريكا الشمالية.
- وردة سراييفو: مفكرة البلقان اليهودية.
- هل الأمر جيدًا لليهود؟ أزمة الدهليز الأمريكي الإسرائيلي.
- الإسلام الآخر: الصوفية والطريق نحو الإنسجام العالمي.

### المقالات
- «الكون كما يُنظر اليه من الساحل الشمالي»
- «قهر الوهابية»
- «نوع آخر من طاعة الوالدين»
- «الغير قابل للنقاش والعلاقات السعودية»
- «المراجعة الإسبانية»